# Thanatus kitabensis
Thanatus kitabensis är en spindelart som beskrevs av Dmitry Evstratievich Kharitonov 1946. Thanatus kitabensis ingår i släktet Thanatus och familjen snabblöparspindlar. Inga underarter finns listade i Catalogue of Life.